# Autiojärvi (sjö i Kajanaland)
Autiojärvi är en sjö i Finland. Den ligger i kommunen Sotkamo i landskapet Kajanaland, i den centrala delen av landet, 500 km norr om huvudstaden Helsingfors. Autiojärvi ligger 145,1 meter över havet. Arean är 68,4 hektar och strandlinjen är 5,21 kilometer lång. Sjön  ingår i Uleälvens huvudavrinningsområde. 